# Simon Suiker
Simon Suiker (?, circa 1947 – Amsterdam, 3 april 2007) was een Rotterdamse kappersknecht die de toekomst voorspelde aan personen uit de Rotterdamse en Amsterdamse bovenklasse.
De analfabeet Suiker werkte als kappersknecht in de kapsalon van de Rotterdamse societykapper René Uijl. Hij beweerde de toekomst te kunnen voorspellen. Als astroloog kreeg hij via de kapsalon bekende Nederlanders als klant, onder wie Nina Brink, Neelie Kroes, Jan-Dirk Paarlberg, Patrick Kluivert, Ruud Gullit en Oscar Hammerstein. Toen de kapsalon naar de Amsterdamse Van Baerlestraat verhuisde, verhuisde de praktijk van Suiker mee. De gesprekken met zijn cliënten nam Suiker soms op. Kopieën van deze tapes zou hij in 2005 aan een Nederlandse verzamelaar hebben verkocht. Willem Holleeder liet zich niet de toekomst voorspellen, maar was geïnteresseerd in het levensverhaal van Suiker. Hij zou Suiker hebben aangeraden een boek over zijn leven te laten schrijven door Bas van Hout. Ook journalist Eric Smit had plannen voor een boek en is in bezit van een van de Suiker-tapes.
Toen Uijl in juni 2002 overleed, probeerde diens familie te voorkomen dat Suiker mee zou delen in de erfenis. Advocaat Oscar Hammerstein spande namens Suiker een rechtszaak tegen de erfgenamen aan. Suiker werd hierbij financieel gesteund door Kroes en Paarlberg. Hoewel hij enig resultaat boekte kreeg Suiker de erfenis niet in handen. De laatste jaren van zijn leven woonde hij onder armoedige omstandigheden samen met de Hongaar Lucas H. Enige tijd voor zijn dood werd hij opgenomen in het Amsterdamse VU ziekenhuis.
Suiker leed al geruime tijd aan aids en overleed op zestigjarige leeftijd. De doodsoorzaak bleef onduidelijk; genoemd werden een overdosis drugs, een hartinfarct of de gevolgen van aids. Hij werd op 11 april gecremeerd. Nina Brink, die de laatste jaren het levensonderhoud van de armlastige Suiker grotendeels had betaald, betaalde ook de kosten van zijn crematie.
Na Suikers dood meldde Hammerstein aangifte te zullen doen tegen Brink. Zij zou in het huis van de overleden Suiker hebben laten inbreken om de Suiker-tapes te ontvreemden. Tijdens een kort geding op 4 mei 2007 dat de chauffeur van Brink tegen hem had aangespannen ontkende Hammerstein te hebben gesteld dat de chauffeur de tapes gestolen had - ook al beweerde de journalist van De Telegraaf het tegendeel - en beloofde hij ook in de toekomst de beschuldigingen niet te herhalen. Daarnaast deed Lucas H. onder begeleiding van Pieter Storms aangifte tegen Eric Smit, omdat deze aan Suiker heroïne en cocaïne zou hebben verstrekt in ruil voor interviews.